# Cantón de Pierre-Buffière
El cantón de Pierre-Buffière era una división administrativa francesa, que estaba situada en el departamento de Alto Vienne y la región de Limusín.

## Composición
El cantón estaba formado por ocho comunas:
- Boisseuil
- Eyjeaux
- Pierre-Buffière
- Saint-Bonnet-Briance
- Saint-Genest-sur-Roselle
- Saint-Hilaire-Bonneval
- Saint-Jean-Ligoure
- Saint-Paul

## Supresión del cantón de Pierre-Buffière
En aplicación del Decreto nº 2014-194 de 20 de febrero de 2014, el cantón de Pierre-Buffière fue suprimido el 22 de marzo de 2015 y sus 8 comunas pasaron a formar parte del nuevo cantón de Condat-sur-Vienne.